# قرية مايفيلد (نيويورك)
قرية مايفيلد (بالإنجليزية: Mayfield (village), New York)‏ هي منطقة سكنية تقع في الولايات المتحدة في مقاطعة فولتون، نيويورك. يقدر عدد سكانها بـ 832 نسمة ومساحتها 2.8 كم2 وترتفع عن سطح البحر 259 متر.

## التركيبة السكانية
حدّد مكتب تعداد الولايات المتحدة بيانات التركيبة السكانية لقرية مايفيلد في تعداد الولايات المتحدة. في ما يلي، التركيبة السكانية حسب تعدادي 2000 و2010.

### تعداد عام 2000
بلغ عدد سكان قرية مايفيلد 800 نسمة بحسب تعداد عام 2000، وبلغ عدد الأسر 309 أسرة وعدد العائلات 222 عائلة مقيمة في القرية. في حين سجلت الكثافة السكانية 260.6 نسمة لكل كيلومتر مربع (675.0/ميل2). وبلغ عدد الوحدات السكنية 349 وحدة بمتوسط كثافة قدره 113.7 لكل كيلومتر مربع (294.5/ميل2).
وتوزع التركيب العرقي للقرية بنسبة 98.38% من البيض و0.50% من الأمريكيين الأفارقة و0.75% من الأمريكيين الأصليين و0.38% من عرقين مختلطين أو أكثر و0.75% من الهسبانيون أو اللاتينيون من أي عرق.
بلغ عدد الأسر 309 أسرة كانت نسبة 40.5% منها لديها أطفال تحت سن الثامنة عشر تعيش معهم، وبلغت نسبة الأزواج القاطنين مع بعضهم البعض 51.1% من أصل المجموع الكلي للأسر، ونسبة 16.5% من الأسر كان لديها معيلات من الإناث دون وجود شريك، بينما كانت نسبة 4.2% من الأسر لديها معيلون من الذكور دون وجود شريكة وكانت نسبة 28.2% من غير العائلات. تألفت نسبة 22% من أصل جميع الأسر من عدة أفراد يعيشون في نفس المنزل ونسبة 10% كانت تتألف من شخص يعيش بمفرده يبلغ من العمر 65 عاماً أو أكثر. وبلغ متوسط حجم الأسرة المعيشية 2.59، أما متوسط حجم العائلات فبلغ 3.00.
بلغ العمر الوسطي للسكان 36.2 عاماً. وكانت نسبة 29.5% من القاطنين تحت سن الثامنة عشر، وكانت نسبة 8% بين الثامنة عشر والرابعة والعشرين عاماً، ونسبة 29.6% كانت واقعةً في الفئة العمرية ما بين الخامسة والعشرين والرابعة والأربعين عاماً، ونسبة 17.8% كانت ما بين الخامسة والأربعين والرابعة والستين، ونسبة 15.1% كانت ضمن فئة الخامسة والستين عاماً فما فوق. يوجد لكل 100 أنثى 86.5 ذكر، ويوجد لكل 100 أنثى في الثامنة عشر من عمرها فما فوق 84.9 ذكر.
بلغ متوسط دخل الأسرة في القرية 35,781 دولارًا، أما متوسط دخل العائلة فبلغ 39,792 دولارًا. وكان متوسط دخل الذكور 30,139 دولارًا مقابل 21,620 دولارًا للإناث. وسجل دخل الفرد الخاص بالقرية 15,604 دولارًا. وكانت نسبة 8.7% من العائلات ونسبة 10.8% من السكان تحت خط الفقر، وكان من هؤلاء نسبة 14.9% تحت سن الثامنة عشر ونسبة 6.2% في الخامسة والستين من العمر وما فوق.

### تعداد عام 2010
بلغ عدد سكان قرية مايفيلد 832 نسمة بحسب تعداد عام 2010، وبلغ عدد الأسر 321 أسرة وعدد العائلات 230 عائلة مقيمة في القرية. في حين سجلت الكثافة السكانية 271 نسمة لكل كيلومتر مربع (701.9/ميل2). وبلغ عدد الوحدات السكنية 364 وحدة بمتوسط كثافة قدره 118.6 لكل كيلومتر مربع (307.2/ميل2).
وتوزع التركيب العرقي للقرية بنسبة 97.96% من البيض و0.48% من الأمريكيين الأفارقة و0.24% من الأمريكيين الأصليين و0.60% من الأمريكيين ذوي الأصول الآسيوية و0.72% من عرقين مختلطين أو أكثر و1.68% من الهسبانيون أو اللاتينيون من أي عرق.
بلغ عدد الأسر 321 أسرة كانت نسبة 35.5% منها لديها أطفال تحت سن الثامنة عشر تعيش معهم، وبلغت نسبة الأزواج القاطنين مع بعضهم البعض 48.3% من أصل المجموع الكلي للأسر، ونسبة 14.6% من الأسر كان لديها معيلات من الإناث دون وجود شريك، بينما كانت نسبة 8.7% من الأسر لديها معيلون من الذكور دون وجود شريكة وكانت نسبة 28.3% من غير العائلات. تألفت نسبة 19.3% من أصل جميع الأسر من عدة أفراد يعيشون في نفس المنزل ونسبة 6.2% كانت تتألف من شخص يعيش بمفرده يبلغ من العمر 65 عاماً أو أكثر. وبلغ متوسط حجم الأسرة المعيشية 2.59، أما متوسط حجم العائلات فبلغ 2.92.
بلغ العمر الوسطي للسكان 37.5 عاماً. وكانت نسبة 23.3% من القاطنين تحت سن الثامنة عشر، وكانت نسبة 9% بين الثامنة عشر والرابعة والعشرين عاماً، ونسبة 28.1% كانت واقعةً في الفئة العمرية ما بين الخامسة والعشرين والرابعة والأربعين عاماً، ونسبة 26.7% كانت ما بين الخامسة والأربعين والرابعة والستين، ونسبة 12.9% كانت ضمن فئة الخامسة والستين عاماً فما فوق. وتوزع التركيب الجنسي للسكان بنسبة 47.5% ذكور و52.5% إناث.